# Noordermolenkolonie
De Noordermolenkolonie is een voormalig waterschap (molenkolonie) in de Nederlandse provincie Groningen.
Het schap lag ten noorden van Noordbroek. De noordgrens lag bij het Lutjemaar en ten zuiden van Korengarst, de oostgrens lag bij de weg de Hamrik, de zuidgrens bij de Pastorieweg en de Slochterweg en de westgrens bij dezelfde weg. Het schap werd bemalen door een molen en een gemaal. Het stoomgemaal stond aan het Lutjemaar, 200 m westelijk van de Eideweg. De molen sloeg uit op het Grootemaar in het oosten van de polder. In 1943 werd De Kampen aan het schap toegevoegd. 
Waterstaatkundig gezien ligt het gebied sinds 2000 binnen dat van het waterschap Hunze en Aa's.